# 클라우스 베르그렌
클라우스 베르그렌(덴마크어: Klaus Berggreen, 1958년 2월 3일, 수도 지역 콩엥스 륑뷔 ~)은 덴마크의 전직 축구 선수로, 현역 시절 미드필더로 활약했고, 주로 이탈리아의 피사와 로마에서 활약한 것으로 알려져 있다. 그는 덴마크 국가대표팀에서 46번의 경기에 출전해 5골을 기록했고, 자국을 대표로 1986년 월드컵과 2번의 유럽 선수권 대회를 참가했다.

## 경력
콩엥스 륑뷔 출신인 베르그렌은 6세 때 인근 륑뷔에서 축구를 시작했다. 그는 1975년에 덴마크 2부 리그 하위권을 전전하던 1군 신고식을 치렀다. 베르그렌은 몇 년 동안 륑뷔의 구단 득점 1위를 기록했고, 1979년에 덴마크 1부 리그로 승격을 이룩할 당시에는 15골을 기록했다. 그는 1979년 8월에 새로이 국가대표팀 감독으로 부임한 제프 피온테크 감독의 부름을 받아 덴마크 국가대표팀 첫 경기도 치렀다. 그는 국가대표팀 경기를 1번 더 치르고 오랜 기간 국가대표팀에 복귀하지 못했다.
1982년, 그는 이탈리아 세리에 A의 승격 새내기 피사로 이적하며 해외 무대로 진출했다. 베르그렌은 소속 구단의 세리에 A 잔류에 힘을 보탰고, 1982년 10월에 덴마크 국가대표팀으로 복귀했다. 1983-84 시즌, 피사는 세리에 B로 강등되었지만, 이적하지 않기로 결심했다. 그는 덴마크 국가대표팀 일원으로 유로 1984에 참가해 자국 선수단이 참가한 4경기를 모두 치렀고, 5-0으로 이긴 유고슬라비아전에서는 득점도 올렸다. 그러나, 베르그렌은 스페인과의 준결승전 축구#추가 시간에 퇴장을 당했고, 덴마크는 이어지는 승부차기에서 패해 탈락했다.
그 다음 시즌, 피사는 1984-85 시즌 세리에 B를 우승하며 세리에 A로 복귀했다. 피사는 이후 1985-86 시즌이 끝나면서 다시 강등당했다. 덴마크 국가대표팀 일원으로, 베르그렌은 덴마크의 사상 첫 월드컵 본선행에 일조했다. 예선전 경기를 2경기 남겨놓은 1985년 10월, 덴마크는 노르웨이와의 경기에서 전반 종료 시점에 0-1로 끌려갔다. 후반전 시작 10분 후, 베르그렌은 노르웨이 수비수로부터 공을 가로채 미샤엘 라우드루프의 골을 도와 승부를 원점으로 돌렸다. 이후 베르그렌은 2골을 기록했고, 덴마크는 이 경기에서 5-1 대역전승을 거두었다. 그는 1986년 월드컵에서도 덴마크 선수단으로 참가해 3경기를 출전했고, 이번에도 스페인을 상대로 패해 탈락했다.
월드컵 종료 후, 베르그렌은 세리에 A에 남아 전 시즌 리그 준우승을 거둔 로마로 이적했다. 그는 로마에서 1년을 보냈는데, 세리에 A 시즌을 7위로 마무리했다. 그는 이후 리그 경쟁 구단인 토리노로 이적해 새 구단 소속으로 리그를 6위로 마무리했다. 그는 1988년 6월에 열린 유로 1988에도 덴마크를 대표로 참가했고, 2경기를 교체로 출전했다. 베르그렌은 이 대회를 끝으로 국가대표팀에서 은퇴했는데, 1979년에 첫 경기를 치른 이래 총 46번의 경기에 출전해 5골을 기록했다.
베르그렌은 덴마크로 복귀해 륑뷔에서 은퇴했는데, 선수 겸 단장을 맡았다. 그는 1990년 3월에 32세의 나이로 축구화를 벗었는데, 이 시기에 륑뷔에서 200번이 넘는 경기에 출전했다. 륑뷔가 재정난에 허덕이면서 베르그렌은 1992년 11월에 단장직을 내려놓았다. 그는 이후 의류 사업에 집중했다.

## 수상
피사
- 세리에 B: 1984–85
- 미트로파컵: 1986